# UFC 125
UFC 125: Resolution fue un evento de artes marciales mixtas celebrado por Ultimate Fighting Championship el 1 de enero de 2011 en el MGM Grand Garden Arena, en Las Vegas, Nevada.

## Historia
La revancha planeada entre el campeón de peso medio de UFC Anderson Silva y Chael Sonnen de su pelea de UFC 117 fue en un momento programada para este evento.
El 26 de octubre de 2010, Shane Carwin tuvo que retirarse de su pelea con Roy Nelson debido a una lesión en la espalda que requirió cirugía. Nelson fue retirado de la tarjeta por completo.
El 28 de octubre de 2010, el presidente de UFC Dana White anunció que World Extreme Cagefighting (WEC) se fusionaría con la UFC y el campeón de WEC de peso pluma José Aldo sería ascendido a campeón de peso pluma del UFC. Josh Grispi fue sacado de un planeado WEC 52 contra Erik Koch para desafiar a Aldo por el título de peso pluma en el evento. Sin embargo, Aldo se vio obligado más tarde a dejar la tarjeta por una lesión. Grispi permaneció en la tarjeta y peleó con Dustin Poirier.

## Resultados
1. ↑  Por el campeonato de peso ligero de UFC.
2. ↑  Victoria por decisión unánime para Silva. Resultado cambiado a Sin resultado después de que Silva falsificara su muestra de orina.

## Premios extra
Cada peleador recibió un bono de $60,000.
- Pelea de la Noche: Frankie Edgar vs. Gray Maynard
- KO de la Noche: Jeremy Stephens
- Sumisión de la Noche: Clay Guida